# Геллер, Ури
У́ри Ге́ллер (ивр. אורי גלר‎; 20 декабря 1946, Тель-Авив) — израильский фокусник, иллюзионист, менталист, мистификатор. Стал известен на весь мир, благодаря «сгибанию металлических ложек силой взгляда».

## Ранние годы жизни
Ури Геллер родился 20 декабря 1946 года в Тель-Авиве. Позже его семья переехала на Кипр, где Ури окончил школу.  В 18 лет он вернулся в Израиль и был призван в армию. Служил в бригаде парашютистов «Цанханим» и был ранен во время Шестидневной войны.
После войны он работал фокусником. Уже на первых выступлениях заявлял публике, что является посланником космоса, а также сообщал о грядущих катастрофах, которые он призван предотвратить. Даже когда журналисты расспрашивали премьер-министра Голду Меир о грядущих событиях в 1970 году, она отшутилась: «Я не пророк. Спросите об этом Геллера».

## Становление
В Израиле способности Ури Геллера никто по достоинству не оценил. Но чтобы покорить Европу и Америку, Геллеру нужен был продюсер. В свою очередь, американский исследователь паранормальных явлений Андрия Пухарич крайне нуждался в человеке, демонстрирующем необычные способности. Осенью 1971 года они нашли друг друга. В одном из первых опытов Пухарич ввёл Ури Геллера в гипнотический транс, и в таком состоянии тот рассказал о происшествии, которое произошло с ним в возрасте трёх лет. Он якобы гулял в одном из парков Тель-Авива и внезапно увидел, как над ним завис сверкающий шарообразный предмет, который приближался, издавая звуки высоких тонов. Ури был пронизан светом этого шара и без чувств упал на землю.
История выглядела неправдоподобной, так как трёхлетний мальчик вряд ли мог оказаться в парке без родителей и других людей поблизости. Однако, чтобы у Пухарича не осталось сомнений, Ури Геллер в завершение своего рассказа «неземным и металлическим» голосом сообщил учёному:
«Мы нашли Ури в парке, когда ему было три года. Он является нашим союзником, который должен помочь человечеству. Мы запрограммировали его тогда в парке, так как человечество стоит на пороге мировой войны, а Ури будет тем, кто поможет предотвратить катастрофу. Он избранный и обладает огромной силой».

## Признание популярности

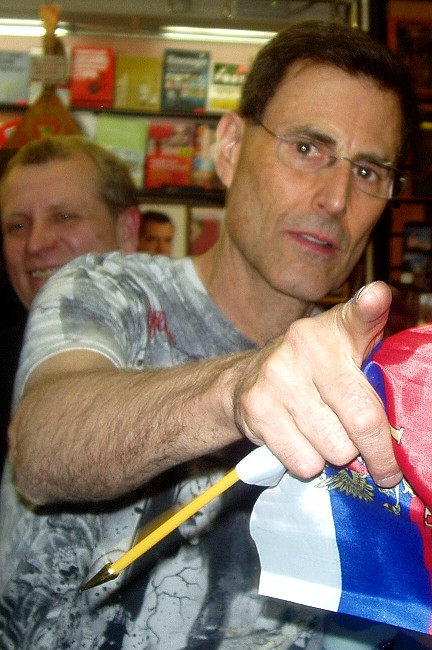
Ури Геллер в Москве. Апрель, 2009

После того как Геллер наблюдал выступление фокусника-англичанина Дэвида Бергласа, он стал гнуть ложки на представлениях в ночных клубах Тель-Авива — так же, как английский коллега. В 1970-х годах Ури Геллер приобретает популярность в США и Европе. На пике своей карьеры он работал без устали, выступая в телевизионных шоу по всему миру. Геллер с успехом сгибал ложки в скандинавских странах, в Испании, Японии, Австралии, Новой Зеландии, и везде его выступления проходили с большим успехом. В 1977 году был членом жюри конкурса «Мисс Вселенная».
Геллер стал знаменитым после выступлений в серии телешоу, демонстрирующих его сверхъестественные возможности психокинеза и телепатии. Его представление включало изгибание стальных ложек, описание содержания спрятанных рисунков. Геллер заставлял часы остановиться или идти быстрее. Он неоднократно заявлял, что выполняет свои фокусы благодаря силе воли и разума. Несмотря на это, критики повторяли подобные трюки без использования сверхъестественных сил. По его словам, умеет находить нефть и кимберлитовые трубки.
В настоящее время Ури Геллер проживает в графстве Беркшир на юге Англии. В последние годы он намного реже выступает с публичными представлениями. Геллер стал строгим вегетарианцем, говорит на трёх языках: английском, иврите и венгерском. В 1996 году в интервью Эстер Рантзен Геллер объявил, что в течение нескольких лет страдал от нервной анорексии (ток-шоу Эстер). Геллер — автор шестнадцати художественных и документальных книг.
В 2021 году Ури Геллер открыл частный "Музей Ури Геллера" в Израиле, в Старом Яффо. Экскурсии в этом музее сейчас (май 2023 год) проводит исключительно он сам.

## Критика
В 1978 году Яша Кац, который был менеджером Геллера в Великобритании, сказал, что все выступления Геллера были простыми фокусами, которые сможет исполнить любой фокусник, и объяснил, как они на самом деле проводились.
По мнению российского фокусника Романа Лутошкина, секрет успеха таких «пустячных фокусов» в том, что Геллер может, стоя перед столь большой аудиторией, «врать без зазрения совести».
Одним из основных оппонентов, сомневающихся в истинных возможностях Геллера, был американский иллюзионист и фокусник Джеймс Рэнди. Рэнди с лёгкостью проделал трюк, благодаря которому Геллер стал известен всему миру, — он слегка прикоснулся к чайной ложке, и та на глазах стала сгибаться. Рэнди заявил, что Ури Геллер — это всего лишь очень ловкий фокусник и никакими паранормальными способностями он не обладает.

## Затишье
Скептики[кто?] заявляли, что Геллер практически прекратил выступления в 35-летнем возрасте именно потому, что он не исполняет магических паранормальных трюков. Джеймс Рэнди особенно отмечает цитату из номера журнала «Мир магии» выпуска ноября 2007 года: «Я больше не буду говорить о том, что обладаю сверхъестественными возможностями. Я просто эстрадный иллюзионист. Всё, что мне нужно — это сделать качественное шоу. Весь мой характер сильно изменился».
В марте 2021 года сообщил, что собирается силой мысли сдвинуть с места контейнеровоз Ever Given и разблокировать Суэцкий канал. Когда канал был разблокирован, сообщил, что это его заслуга.

## Телепередачи
Геллер является центральной фигурой в создающихся в разных странах телепередачах, представляющих собой соревнование менталистов с элементами реалити-шоу. Первой такой передачей стала израильская программа «Преемник», в США, России и на Украине передача имеет название «Феномен».
В 2010 году Ури Геллера пригласили в Киев на передачу «Битва экстрасенсов» как председателя жюри в 7-м международном сезоне. Также в 2011 году он был председателем жюри в 8-м международном сезоне. В третий раз, участвуя в том же качестве уже в 9-м сезоне этой передачи, Геллер являлся ключевой фигурой в своем шоу «Феномен» на телеканале СТБ — соревновании менталистов.

### Художественные книги Геллера
- Geller U. Ella. — Martinez Roca, март 1999. — ISBN 0-7472-5920-8. / Геллер У. Элла. — ЖУК, 2010. — 360 p. — 10 000 экз. — ISBN 978-5-903305-27-8.
- Geller U. Shawn. — Goodyer Associates Ltd. — ISBN 1-871406-09-9.
- Geller U. Pampini. — World Authors, 1980. — ISBN 0-89975-000-1.
- Geller U. Dead Cold. — ISBN 0-7472-5921-6.